# کاتیا شوئرمن
کاتیا شوئرمن (به انگلیسی: Katja Schuurman) (زاده ۱۹ فوریه ۱۹۷۵) بازیگر و خواننده هلندی است.
از فیلم‌های معروف او می‌توان به بازی در مصاحبه اشاره کرد.